# Cane crestato

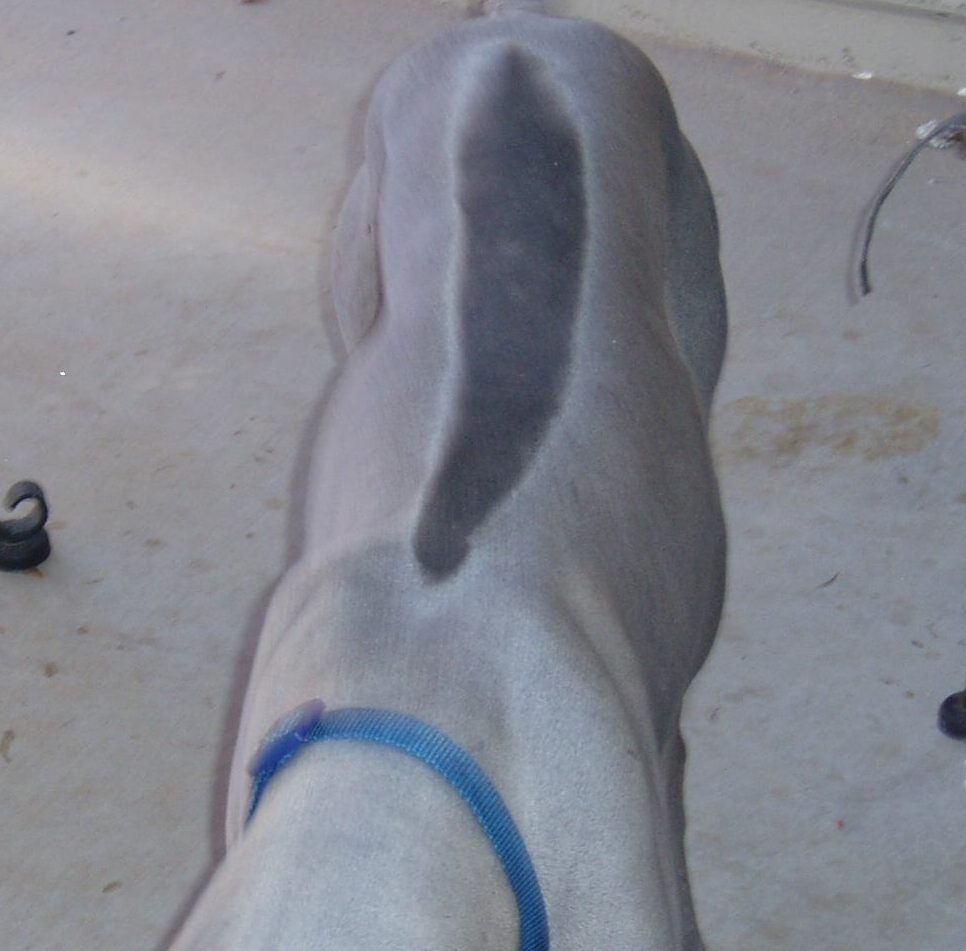
Una cresta di Thai Ridgeback Dog

Un cane crestato o ridgeback è un tipo di cane con una cresta (ridge) di pelo orientata in senso opposto al manto del cane; questa cresta è parallela alla colonna vertebrale. Essa deve essere lunga dalle spalle alla prominenza delle anche e larga idealmente 5 cm. Per il cane rhodesian ridgeback devono esserci anche due corone ai vertici della cresta cranialmente.

## Razze note
Le razze di cani note che hanno il tratto genetico del ridgeback sono 7, più una estinta: 
- Phu Quoc Ridgeback vietnamita.
- Rhodesian ridgeback sudafricano
- Thai Ridgeback Dog tailandese
- Cane Kombai indiano
- Cambodian Razorback Dogs (Cambogia/Laos)
- Mha Kon Klab (estinto)
- Cane degli Ottentotti  (estinto)

Queste cinque razze di cani hanno una relativamente stretta area di pelo longitudinale in corrispondenza della colonna vertebrale, compresa tra il garrese e il bacino, che si orienta verso il cranio in direzione opposta al mantello circostante.

Tipi di ridgeback del cane Rhodesian ridgeback
Tipi di ridgeback del cane Thai ridgeback
Tipi di ridgeback del cane Phu Quoc ridgeback

Per il cane Kombai indiano questa caratteristica è riportata solo da alcune fonti, probabilmente è solo presente una colorazione più scura della cresta piuttosto che un orientamento opposto della stessa.

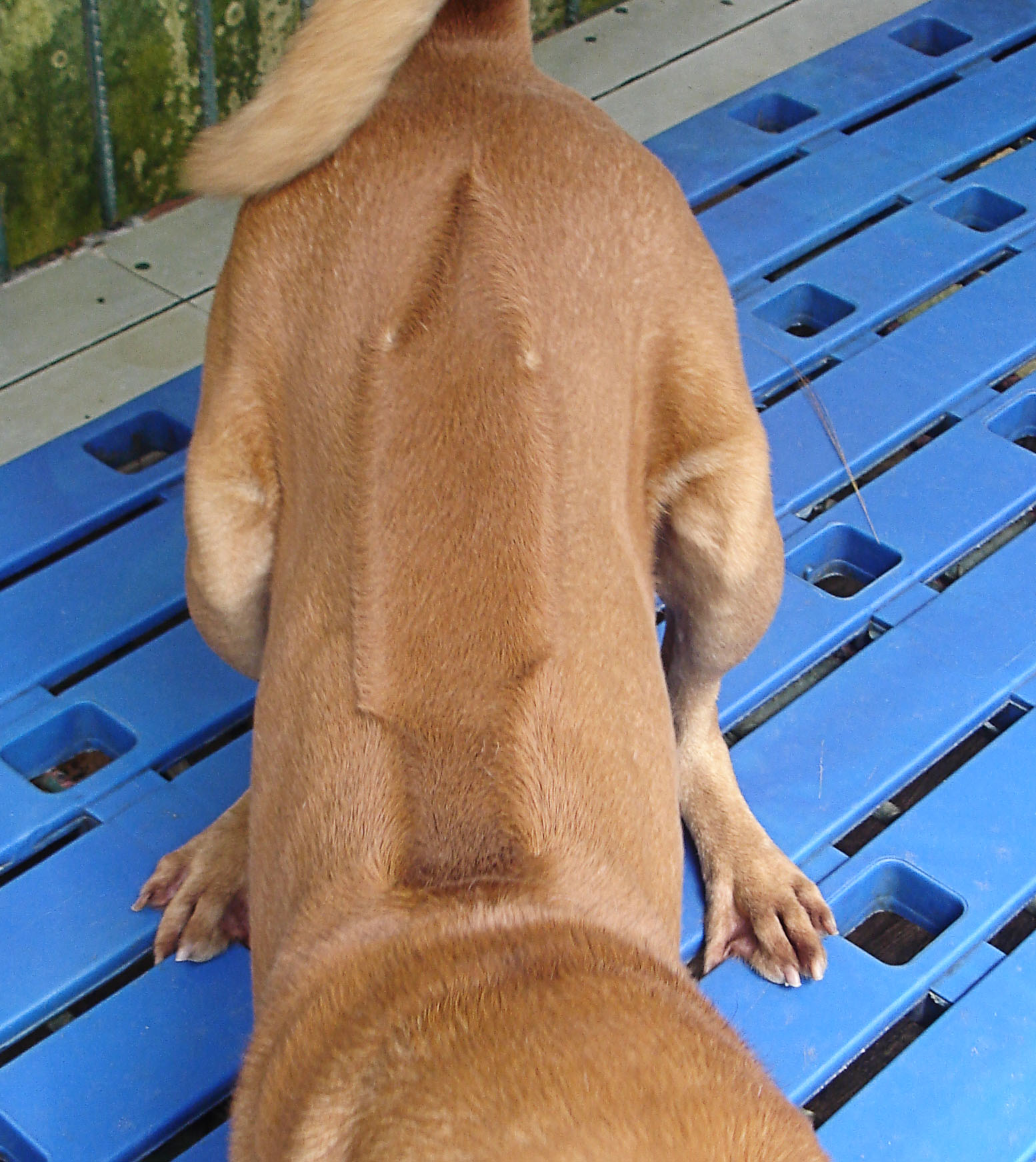
Una ridgeback di un Phu Quoc Ridgeback

Il cane Cambodian razorback, estremamente raro visto solo nelle zone confinanti della Cambogia con il Laos, ha una struttura corporea più massiccia del Thai e del Phu Quoc ridgeback e soprattutto ha un pelo lungo con una cresta alta circa due centimetri.
Il cane Mha Kon Klab è una razza estinta che somiglia ad un chow chow con la cresta.

## Storia
È noto che sia in Africa che in Asia, molto prima della colonizzazione europea, erano presenti cani crestati. Le razze asiatiche con il ridge sono: il Thai Ridgeback tailandese e il cane vietnamita Phu Quoc Ridgeback, sono queste due razze molto antiche e primitive. 
Al contrario i cani Rhodesian Ridgeback sono il risultato di incroci di cani europei, tra cui mastini, segugi, alani, pointer e levrieri, con un cane ancestrale dell'Africa australe ormai estinto, il cane Khoi. Il cane Khoi era un cane proprio di tribù ottentotte o tribù Khoikhoi che pare siano arrivate in Africa sud occidentale dal medio oriente in epoche remote.
Ad oggi non è noto se per il cane Khoi si sia trattato di una mutazione parallela a quella del Puh Quoc e del Thai Ridgeback, o di uno scambio di geni provocato dagli interscambi dell'area del mediterraneo con cani di origine orientale da parte dei fenici che conobbero popolazioni orientali.
Infine si è visto con l'analisi del DNA mitocondriale che tra le razze Rhodesian e Thai Ridgeback non vi è una stretta relazione, ciò a conferma del carattere ancestrale della mutazione.

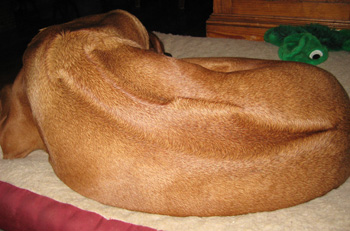
Cane Rhodesian Ridgeback che ha la presenza di un vortice in più a metà della cresta

## Patogenesi
La cresta dorsale nei cani Rhodesian e Thai Ridgeback è causata da una mutazione dominante che predispone anche al disturbo congenito dello sviluppo del seno dermoide. I ridgeback omozigoti per la mutazione della cresta hanno una maggiore suscettibilità a sviluppare seno dermoide e/o difetti del tubo neurale. 
La cresta è geneticamente causata da una duplicazione di diversi geni che codificano la produzione dei fattori di crescita dei fibroblasti (FGF3, FGF4, FGF19, ORAOV1); la cresta è l'espressione di un carattere dominante e non si presenta mai come increspata (peli ricci o ulotrichi).
La prima chiara associazione tra una variazione strutturale di tipo genomico e un tratto fenotipico è quella dove si ha la duplicazione della regione di 133 kb sul cromosoma canino n. 18; essa è completamente associata alla cresta dorsale dei peli nel Rhodesian e nel Thai Ridgeback. All'interno di questo cromosoma nella regione di 133 kb sono presenti, come prima detto, tre geni del fattore di crescita dei fibroblasti (FGF3, FGF4 e FGF19), la cui espressione durante lo sviluppo embrionale regola la crescita e sviluppo dei peli e della pelle. Ciò pur non essendo del tutto noto l'esatta base meccanicistica di come questa duplicazione porta al fenotipo ridgeback; essa è probabilmente dovuta all'espressione alterata di uno o più di questi geni FGF durante lo sviluppo embrionale.
Questa mutazione dominante predispone nel Rhodesian ridgeback alla formazione di un disturbo congenito dello sviluppo chiamato Sinus dermoide o seno dermoide (in inglese: pilonidal sinus), che è nel cane assimilabile ad un difetto del tubo neurale o disrafismo umano.
Poiché la mutazione coinvolge tre geni del fattore di crescita dei fibroblasti (FGF). È noto che i FGF giocano un ruolo cruciale nello sviluppo, suggerendo che la cresta e i seni dermoidi sono causati dalla disregolazione di uno o più di uno dei tre geni FGF durante lo sviluppo embrionale. La cresta dei capelli e lo sviluppo del seno dermoide sono molto probabilmente causati da un effetto del dosaggio genetico dell'aumentata espressione di FGF durante una fase critica dello sviluppo dermico.
Questa mutazione genica causa del ridgeback è abbastanza ancestrale da essere già presente nei primi anni della domesticazione canina. Inoltre, la manifestazione fenotipica di questa mutazione caratteristica, il ridgeback, dei Rhodesian, dei Thai e dei Phu Quoc è presente sia in cani con allele omozigote che eterozigote. Sebbene 
la penetranza del carattere nel Rhodesian Ridgebacks è di circa il 95% e la duplicazione ha un'elevata penetranza negli omozigoti e penetranza inferiore negli eterozigoti.

## Ridgeback e seno dermoide

Esemplificazione dei VI gradi di presentazione del sinus dermoide del collo

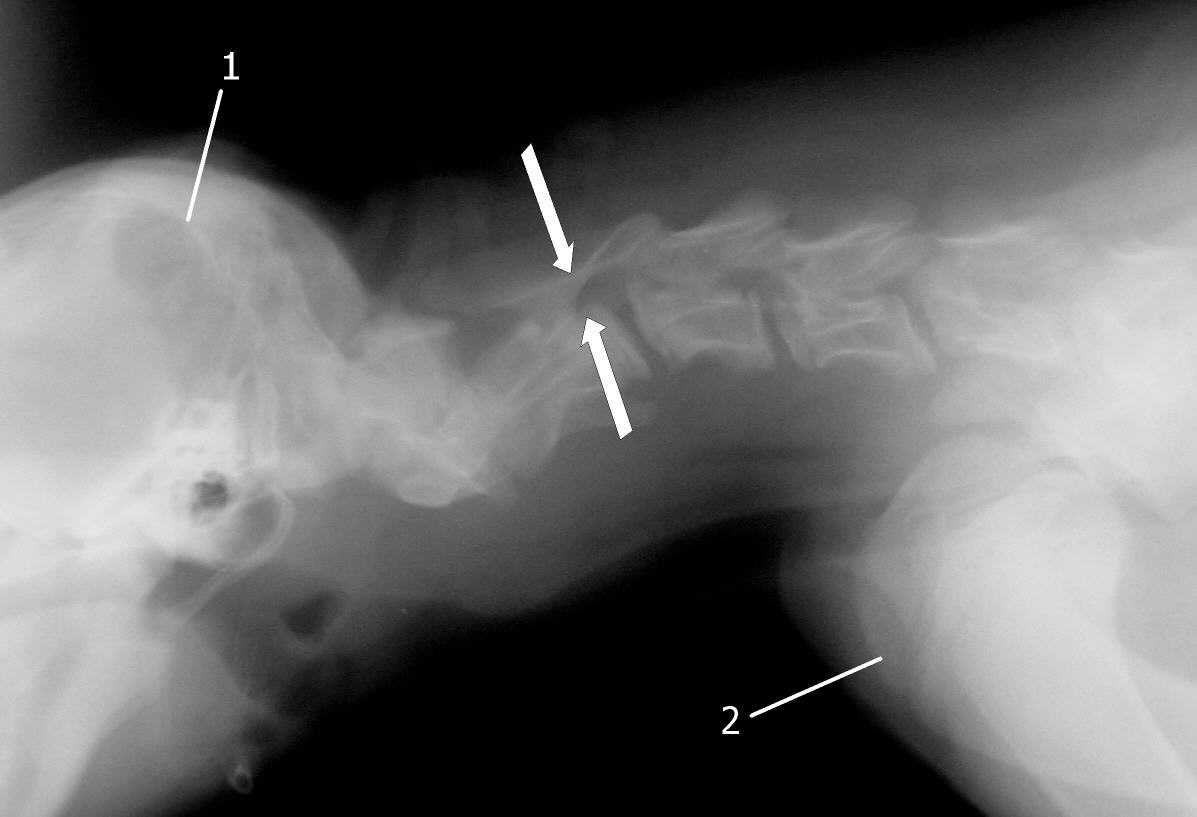
Immagine a raggi X di una compressione del midollo spinale in un cane (Rhodesian Ridgeback), causata da una malformazione congenita del canale spinale (dermoid sinus) (vedi frecce) 1: cranio 2: omero

Il seno dermoide è presente circa nel 8-10% dei cani di razza Rhodesian Ridgeback presenti in Svezia, ma non è una alterazione esclusiva di questa razza; infatti, altre razze di cani, non ridgeback, presentano la seno dermoide come malattia ereditaria sono: il Siberian Husky, Yorkshire Terrier, il Kerry blue terrier, l’English Springer Spaniel, il Golden Retriever, lo Shih Tzu e il Boxer.
Il seno dermoide è segnalato in letteratura veterinaria anche in cani Chow chow, San Bernardo, Bulldog francese, Dalmata, Bull Terrier e Boerboel.
Il seno o fistola dermoide, è un'anomalia dello sviluppo embrionale che determina la presenza di una invaginazione tubulare che produce un sacco cieco nel sottocute, che va dalla cute fino alla dura madre del midollo spinale. Essa è dovuta ad una incompleta divisione e separazione dell'ectoderma e il Tubo neurale. Si presenta lungo il dorso in corrispondenza della spina dorsale. Alla palpazione si osservano uno o più cordoni fibrosi.
Quando l'animale cresce, in questo seno dermoide, si possono accumulare sebo e peli che possono innescare gravi fenomeni infiammatori e infettivi, specie se il seno è profondo ed in contatto con la parte nervosa della colonna vertebrale.
Nel Rhodesian Ridgeback esso non si rinviene mai a livello della cresta, infatti la sua localizzazione è sempre anteriore o posteriore rispetto a questa, infatti, si riscontra esclusivamente a livello della linea mediana dorsale, sia a livello della testa, del collo e del tronco, ossia nel punto dove il neurectoderma si continua con l’ectoderma prima della chiusura del tubo neurale.
Esistono vari gradi di gravità (legati alla profondità del seno). Si va dal I, II e III praticamente asintomatici, mentre il IV essendo il più profondo arriva fino ai processi spinosi delle vertebre causa compressione del midollo spinale determinando deficit neurologici. Infine il V più raro non è che una cisti chiusa senza contatto con l'esterno, piuttosto difficile da trovare.
Unica terapia per il seno dermoide è quella chirurgica che consiste nell’escissione del seno, particolarmente delicata nel IV grado. La profilassi genetica è difficile da attuare per la difficoltà di individuazione dell'allele portatore del tratto.
Il Rhodesian Ridgeback che presenta in forma eterozigote la cresta ha una più bassa incidenza di dermoid sinus (seno dermoide). Il seno dermoide si presenta come una depressione sulla pelle con un piccolo foro che ricorda un poro scuro, che è il foro di "uscita" del Dermoide.
È ben noto che la stretta regolazione dell'espressione genica del ligando FGF e della tirosin-chinasi del recettore FGF nel follicolo pilifero è cruciale per lo sviluppo embrionale, inclusa la morfogenesi del follicolo pilifero e la formazione della cresta neurale.
Riuscendo così a comprendere come un lieve difetto del sistema di polarità planare delle cellule, alteri sia il normale orientamento dei follicoli piliferi che la chiusura del tubo neurale.

## Altre localizzazioni

### Faccia
Talvolta è presente una piccola cresta sulla faccia del cane; questa può essere presente in molte razze di cani (ad esempio, Labrador, Bassotti, Rottweiler, Siberian Huskies, Weimaraners e persino nel Rhodesian Ridgeback, ecc.). 
Di solito, non influisce sulla valutazione nelle mostre del cane poiché non viene considerata un difetto.

### Collo
Al contrario la cresta sul collo è causa di attribuzione di un difetto nelle mostre; essa si ritrova talvolta in bassotti, pitbull, vizsla, doberman ed anche altre razze. Gli animali che la posseggono di solito non entrano in selezione.